# Бомонт (Міссісіпі)
Бомонт (англ. Beaumont) — місто (англ. town) в США, в окрузі Перрі штату Міссісіпі. Населення — 669 осіб (2020).

## Географія
Бомонт розташований за координатами 31°10′3″ пн. ш. 88°55′42″ зх. д. / 31.16750° пн. ш. 88.92833° зх. д. (31.167542, -88.928357).  За даними Бюро перепису населення США в 2010 році місто мало площу 8,94 км², з яких 8,93 км² — суходіл та 0,01 км² — водойми.

## Демографія
Згідно з переписом 2010 року, у місті мешкала 951 особа в 395 домогосподарствах у складі 259 родин. Густота населення становила 106 осіб/км².  Було 461 помешкання (52/км²).
Расовий склад населення:
| - 51,5 % — білих - 47,0 % — чорних або афроамериканців - 0,5 % — корінних американців - 0,1 % — азіатів |

До двох чи більше рас належало 0,8 %. Частка іспаномовних становила 0,1 % від усіх жителів.
За віковим діапазоном населення розподілялося таким чином: 21,5 % — особи молодші 18 років, 63,0 % — особи у віці 18—64 років, 15,5 % — особи у віці 65 років та старші. Медіана віку мешканця становила 41,5 року. На 100 осіб жіночої статі у місті припадало 92,9 чоловіків;  на 100 жінок у віці від 18 років та старших — 85,8 чоловіків також старших 18 років.
Середній дохід на одне домашнє господарство  становив 43 935 доларів США (медіана — 29 028), а середній дохід на одну сім'ю — 41 182 долари (медіана — 29 028). За межею бідності перебувало 38,6 % осіб, у тому числі 52,0 % дітей у віці до 18 років та 9,5 % осіб у віці 65 років та старших.
Цивільне працевлаштоване населення становило 268 осіб. Основні галузі зайнятості: освіта, охорона здоров'я та соціальна допомога — 23,9 %, виробництво — 22,4 %, мистецтво, розваги та відпочинок — 15,3 %, фінанси, страхування та нерухомість — 8,6 %.